# پرایس (آریزونا)
پرایس (به انگلیسی: Price) یک منطقهٔ مسکونی در ایالات متحده آمریکا است که در آریزونا واقع شده است. پرایس ۴۸۲ متر بالاتر از سطح دریا واقع شده است.